# NRK P3
NRK P3 (tidigare kallad Petre) är NRK:s tredje radiokanal grundad 1993. P3:s målgrupp är ungdomar och har flera kända programledare som Are og Odin, Marte Stokstad och Kyrre.

## Program (i urval)
- Lydverket
- Filmpolitiet
- Radioresepsjonen
- Osenbanden
- Drillpikene